# 姜中华
姜中华 (1957年—2014年9月2日)是一位中国海军少将，隶属于中国人民解放军南部战区海军。

## 生平
曾任中国人民解放军海军榆林基地司令员，担任中国人民解放军南部战区海军装备部部长。2014年9月2日，姜中华在舟山一座酒店大楼跳楼自杀。